# Isobuthidae
Famille
Les Isobuthidae sont une famille fossile de scorpions.

## Distribution
Les espèces de cette famille ont été découvertes en Tchéquie, au Royaume-Uni, au Canada et en Indiana aux USA. Elles datent du Carbonifère et du Trias.

## Liste des genres
Selon World Spider Catalog 20.5 :
- † Boreoscorpio Kjellesvig-Waering, 1986
- † Bromsgroviscorpio Kjellesvig-Waering, 1986
- † Feistmantelia Frič, 1904
- † Isobuthus Frič, 1904

## Publication originale
- Petrunkevitch, 1913 : « A monograph of the terrestrial Palaeozoic Arachnida of North America. » Transactions of the Connecticut Academy of Arts and Sciences, vol. 18, p. 1-137 (texte intégral).